# Homocore (zine)
Homocore fue una revista anarco-punk estadounidense creada por Tom Jennings y Deke Nihilson, y publicada en San Francisco entre 1988 y 1991. Homocore, uno de los primeros fanzines queer, estaba dirigido a la juventud punk hardcore del underground gay. La publicación se ha destacado por popularizar el movimiento queercore en la costa oeste de Estados Unidos.

## Historia
La palabra "homocore" fue acuñada por G. B. Jones y Bruce LaBruce en la revista punk queer de Toronto JDs. El término es una combinación de homosexual y hardcore, y se usa para describir a su público: punks hardcore queer marginados. La palabra apareció por primera vez en el número 1 de JD en 1985.
Tom Jennings tomó prestada la palabra "homocore" después de que él y el coeditor Deke Nihilson conocieron a Jones y LaBruce en la Reunión de Supervivencia Anarquista de 1988 en Toronto. Inspirados por los editores de JD's y otros anarquistas, Jennings y Nihilson regresaron a San Francisco y comenzaron la revista Homocore. El primer número se publicó en septiembre de 1988. Aunque su público inicial fue la comunidad queer underground del área de San Francisco, las cartas publicadas en números posteriores vinieron de lectores de todo el mundo. Homocore contó con escritores, artistas y bandas como el grupo anarco-punk The Apostles, el fotógrafo Daniel Nicoletta, la propietaria del sello Chainsaw Records y música Donna Dresch, el escritor y fundador de Lookout Records Larry Livermore, Bruce LaBruce y G.B. Jones. Steve Abbott publicó por primera vez extractos de lo que se convertiría en la novela The Lizard Club en Homocore. Escribiendo para The Village Voice, el autor Dennis Cooper comenzó su estudio de 1990 de la entonces naciente escena de fanzines queer con una reseña de este fanzine, señalando "Homocore es el fanzine más generoso y lleno de información".
Posteriormente se publicaron ocho números en un período de 16 meses, hasta febrero de 1991. Un número extraño, titulado Bad Poetry Issue #5½, fue resultado del uso de papel de periódico de gran tamaño. Los editores también organizaron eventos de Homocore en los que aparecieron bandas como Fugazi, MDC, Beat Happening y Comrades In Arms. El cortometraje Shred Of Sex de 1991 de Greta Snider se realizó en la sede de Homocore.

## Influencia y significado cultural
Se ha señalado a Homocore como un factor decisivo en la popularización del movimiento queercore, especialmente en la costa oeste de América del Norte. En el libro DIY: The Rise of Lo-Fi Culture, Amy Spencer afirmó que «los fanzines reconocieron que sus orígenes se derivaron directamente de la existencia de los JD y el Homocore». Spencer escribió además que el Homocore y fanzines similares se convirtieron en «material de lectura obligatoria» para aquellos desilusionados por otras opciones gay más convencionales.
En su libro sobre fanzines, Stephen Duncombe explica: «Los rockeros punk queer, por ejemplo, se sienten poco representados tanto en los fanzines punk predominantemente heterosexuales como en la prensa liberal asimilacionista gay y lesbiana. Por lo tanto, usan fanzines como Homocore y JDs como lugares de encuentro virtuales, espacios para definir y comunicar quiénes son, y recordarse a sí mismos (y a los demás) que no están solos». Christopher Wilde, en un ensayo de 2007 para Queer Life, dijo que el número 7 de Homocore, el último, es el «más recordado con cariño de todos los fanzines queer» y «consolidó su reputación como líder en la evolución de la escena [queer radical]».

## Números
- Homocore #1, septiembre de 1988
- Homocore #2, diciembre de 1988
- Homocore #3, febrero de 1989
- Homocore #4, junio de 1989
- Homocore #5, diciembre de 1989
- Homocore #5½
- Homocore #6, mayo de 1990
- Homocore #7, febrero de 1991